# Match des champions 2011
Il Match des champions 2011 è la 7ª edizione del Match des champions.
Si è disputato il 20 settembre 2012 tra i seguenti due club:
- Nancy, campione di Francia 2010-11
- Élan Chalon, vincitore della Coppa di Francia 2010-11

## Finale
| Arbitri: | Viator Vojinovic Jeanneau |

| |            | |
| Batum 22 | Punti      | 19 Delaney, Schilb |
| Amagou 6 | Assist     | 6 Schilb |
| Akingbala, Batum 9 | Rimbalzi   | 7 Adolphe |
| 5 Akingbala• 8 Shuler• 11 Linehan• 13 Samnick• 15 Batum 4 Pourchot• 6 Grant• 7 Badiane• 10 Thalien• 14 Pinda• 17 Amagou• 18 Moerman | Formazioni | 4 Aminu• 5 Delaney• 11 Schilb• 12 Evtimov• 13 Tchicamboud 6 Smith• 8 Adjagba• 9 Lang• 10 Aboudou• 14 Adolphe• 15 Lauvergne |
| Jean-Luc Monschau | Allenatori | Gregor Beugnot |